# Ulrike Hiller

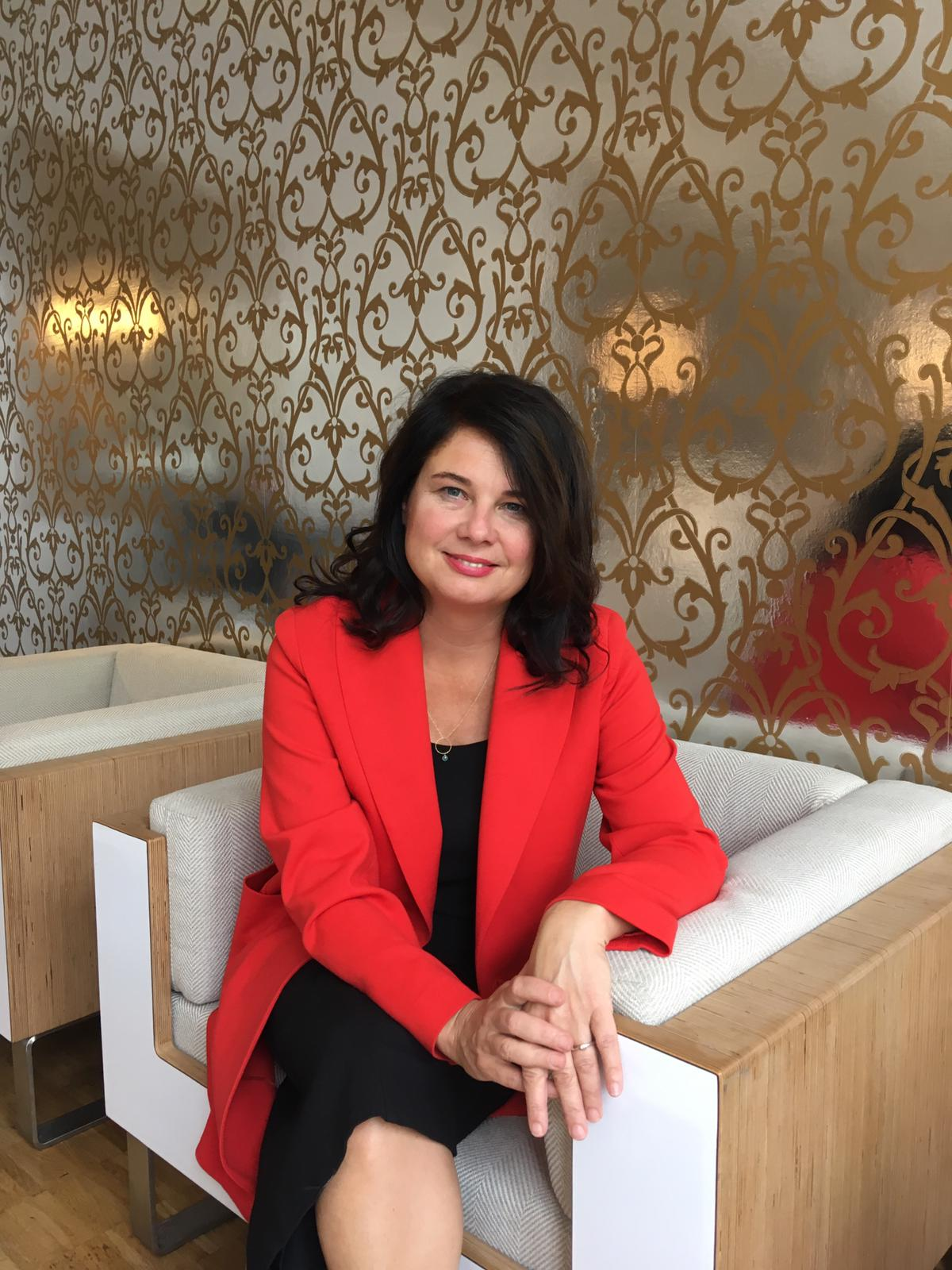
Ulrike Hiller, 2018

Ulrike Hiller (* 11. Juni 1965 in Sarstedt) ist eine deutsche Politikerin (SPD). Sie war Mitglied der Bremischen Bürgerschaft. Sie war von Dezember 2012 bis August 2019 als Bremer Staatsrätin die Bevollmächtigte der Freien Hansestadt Bremen beim Bund und für Europa. Im September 2021 wurde Hiller in den Aufsichtsrat des SV Werder Bremen gewählt.

## Biografie

### Ausbildung und Beruf
Hiller erwarb die mittlere Reife. Von 1982 bis 1986 absolvierte sie eine Ausbildung zur Erzieherin an der Fachschule Birkenhof in Hannover und erlangte ihre Fachhochschulreife. Von 1987 bis 1992 studierte sie Sozialpädagogik an der Hochschule Bremen und schloss mit dem Diplom als Sozialarbeiterin/Sozialpädagogin ab. Von 1995 bis 2003 studierte sie Rechtswissenschaften mit dem Schwerpunkt Arbeitsrecht an der Universität Bremen, das sie mit dem ersten Staatsexamen beendete. Neben ihrem Studium schloss sie 1995/96 eine berufsbegleitende Weiterbildung im Bereich Öffentlichkeits- und Pressearbeit an der Akademie Remscheid ab und ließ sich 1998/99 zur Mediatorin mit dem Schwerpunkt Wirtschafts- und Arbeitswelt in Hamburg ausbilden.
Von 1992 bis 1995 war Hiller beim Arbeitslosenzentrum der evangelischen Kirche Bremen beschäftigt. Von 1985 bis 1986 war sie in der Jugendpflege in Sarstedt tätig und von 1986 bis 1987 Aupair in Paris. Sie hatte während des Studiums verschiedene Tätigkeiten im Bereich der Pädagogik und Jugendbildung bei dem Deutsch-Französischen Jugendwerk, Arbeit und Leben, der evangelischen Kirche und der Stadt Bremen und 1991/92 im Haus der Familie in Bremen-Mitte sowie von 1992 bis 1995 im Arbeitslosenzentrum Tenever der evangelischen Kirche Bremen. Von 1995 bis 2006 war sie kommunale Frauen- später Gleichstellungsbeauftragte der Gemeinde Ottersberg. Gemäß den Bestimmungen des Abgeordnetengesetzes ruhte das Dienstverhältnis für die Dauer der Mitgliedschaft in der Bürgerschaft bis 2012. Ab 2003 war sie zusätzlich als selbstständige Mediatorin, Coach und Moderatorin tätig. Von Dezember 2012 bis August 2019 war sie als Bevollmächtigte der Freien Hansestadt Bremen beim Bund, für Europa und Entwicklungszusammenarbeit tätig – bis 2014 auch für den Bereich Integration. Seit 2017 ist sie Vorsitzende der Deutschen Delegation im Ausschuss der Regionen, Brüssel. Botschafterin des Roten Kreuzes in Bremen und seit Juni 2019 im Vorstand der Europäischen Bewegung Deutschland.
Hiller wurde als erste Frau im September 2021 in den Aufsichtsrat des SV Werder Bremen gewählt und wurde Vizeaufsichsratsvorsitzende. Sie setzt sich dort dafür ein, dass mehr Frauen in Verantwortung kommen.

Sie war Mediatorin mit dem Schwerpunkt Konfliktbegleitung in Wirtschaft und Arbeit bei Brückenschlag in Hamburg und zertifizierte Medienberaterin bei der Akademie Remscheid.
Hiller war mit dem Bremer Bürgermeister Andreas Bovenschulte verheiratet und hat aus dieser Ehe zwei Kinder. Im Juli 2021 gaben beide die Trennung bekannt.

### Politik
Hiller ist seit 1982 Mitglied der Gewerkschaft ÖTV seit 2001 ver.di. 1998 wurde sie Mitglied der SPD. Von 1999 bis 2003 war sie Sprecherin des Beirats in Bremen-Mitte und von 2003 bis 2007 Sprecherin der dortigen SPD-Fraktion. Von 2006 bis 2012 war sie Vorsitzende des SPD-Ortsvereins Bremen-Altstadt.
Von 2007 bis zu ihrer Berufung als Staatsrätin im Dezember 2012 war Hiller Mitglied der Bremischen Bürgerschaft.

Dort war sie vertreten im
Ausschuss für Integration, Bundes- und Europaangelegenheiten, internationale Kontakte und Entwicklungszusammenarbeit,
Rechtsausschuss,
Verfassungs- und Geschäftsordnungsausschuss,
Vorstand der Bremischen Bürgerschaft und im
Wahlprüfungsgericht.

Sie war Sprecherin der SPD-Fraktion für die Politikfelder Bund und Europa.
Hiller war von Dezember 2012 bis August 2019 als Nachfolgerin von Eva Quante-Brandt Staatsrätin und Bevollmächtigte beim Bund sowie für Europaangelegenheiten und Angelegenheiten der Integration unter Bürgermeister Jens Böhrnsen (SPD) in den Senat berufen (Senat Böhrnsen III). In dieser Funktion gehörte sie vom 13. Dezember 2012 bis zum 15. August 2019 dem Bundesrat an. Ab dem 1. Juli 2013 war Hiller für ein Jahr Vorsitzende der Europaministerkonferenz (EMK). Ihr Nachfolger wurde im August 2019 Staatsrat Olaf Joachim (SPD).
Bei der Bundestagswahl 2025 kandidierte Hiller für die SPD als Direktkandidatin im Bundestagswahlkreis Bremen I und auf Listenplatz 1 der Landesliste.  Den Wahlkreis konnte sie gewinnen, zog aber aufgrund der fehlenden Zweitstimmendeckung ihrer Partei nicht in den Bundestag ein.

## Schriften
- Politik ist weiblich: als Frau in den Machtzentren Brüssel, Berlin, Bremen. Kellner Verlag, Bremen 2023, ISBN 978-3-95651-420-3.